# Arteria alveolar inferior
La arteria alveolar inferior (o dentaria inferior) es una arteria de la cara que se origina como rama colateral descendente de la arteria maxilar.

## Ramas
- Ramas dentales (o dentarias). Se originan en el conducto mandibular, e irrigan los dientes inferiores.[2]
- Ramas peridentales (o peridentarias). Nacen en el conducto mandibular, e irrigan las raíces y la pulpa de los dientes.[3]
- Rama mentoniana (terminal), también conocida como arteria mentoniana y arteria mentalis. Nace en el conducto mandibular, abandona el conducto en el agujero mentoniano, irriga el mentón y se anastomosa con su equivalente del lado contrario y con las arterias submentoniana y labial inferior.[1][2]
- Rama milohiodea. Desciende con el nervio milohioideo en el surco milohioideo para irrigar el suelo de la boca.[4]

En la Nomina Anatomica se citan:
- Ramo incisivo (terminal).[1]
- Ramos pterigoideos.[1]

## Árbol arterial en la Terminología Anatómica
La Terminología Anatómica de 1998 recoge las siguientes ramas:
A12.2.05.057 ramas dentales (rami dentales (arteriae alveolaris inferioris)).
A12.2.05.058 ramas peridentales (rami peridentales (arteriae alveolaris inferioris)).
A12.2.05.059 rama mentoniana (ramus mentalis (arteriae alveolaris inferioris)).
A12.2.05.060 rama milohioidea (ramus mylohyoideus (arteriae alveolaris inferioris)).

## Distribución
Se distribuye hacia la mucosa bucal, los dientes inferiores, las encías, el maxilar inferior y el labio inferior.

## Recorrido
Desciende con el nervio alveolar inferior hasta el foramen mandibular en la superficie medial del ramo mandibular.
Discurre a lo largo del canal mandibular en el interior de la sustancia del hueso, acompañada del nervio, y por detrás del primer diente premolar se divide en dos ramos terminales: incisivo y mentoniano.

### Ramo incisivo
El ramo incisivo se continúa hacia delante bajo los dientes incisivos hasta su línea media, donde se anastomosa con la arteria del lado opuesto.
La arteria alveolar inferior y su ramo incisivo emiten durante su trayecto a través de la sustancia ósea unas pocas pequeñas ramas que e pierden en el tejido esponjoso, y una serie de ramas que corresponden en número a las raíces dentales: estas entran en las diminutas aberturas en los extremos distales de las raíces, e irrigan la pulpa dentaria.

### Ramo mentoniano
El ramo mentoniano sale junto con el nervio por el foramen mentoniano, irriga la mejilla, y se anastomosa con las arterias arteria submentoniana y labial inferior.

### Arteria milohioidea
Cuando la arteria alveolar inferior entra en el foramen, emite un ramo milohioideo, que discurre por el surco milohioideo y se ramifica bajo la superficie del músculo milohioideo.

## Imágenes adicionales

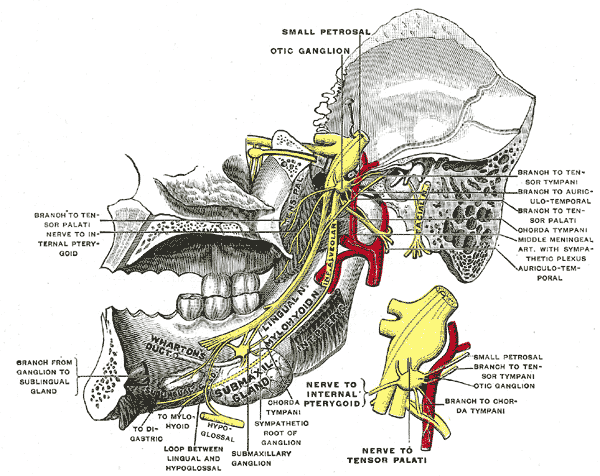
Rama mandibular del nervio trigémino, vista desde la línea media.